# Wojciech Domitrz
Wojciech Domitrz – polski matematyk, doktor habilitowany inżynier o specjalności geometria symplektyczna, teoria osobliwości. Profesor uczelni na Politechnice Warszawskiej. Dziekan Wydziału Matematyki i Nauk Informacyjnych Politechniki Warszawskiej w kadencjach 2016–2020 i 2020–2024.

## Życiorys
Naukowo związany z Wydziałem Matematyki i Nauk Informacyjnych Politechniki Warszawskiej. Na tym wydziale 20 kwietnia 1995 doktoryzował się na podstawie rozprawy pt. Teoria osobliwych przestrzeni symplektycznych i klasyfikacji form różniczkowych, a 25 listopada 2010 na podstawie rozprawy pt. Niezmienniki symplektyczne zbiorów osobliwych i quasi-jednorodności uzyskał stopień doktora habilitowanego.  
W działalności naukowo-badawczej zajmuje się geometrią i topologią symplektyczną oraz teorią osobliwości. 
Zatrudniony w charakterze profesora uczelni w Zakładzie Analizy i Teorii Osobliwości na wydziale MiNI PW. W kadencjach 2016–2020 i 2020–2024 dziekan wydziału MiNI PW. 
Jest członkiem Komitetu Redakcyjnego w czasopiśmie International Electronic Journal of Geometry. 
Wielokrotnie nagradzany uczelnianymi nagrodami indywidualnymi.  

## Wybrane publikacje
- Domitrz Wojciech, Zubilewicz Marcin: Local invariants of divergence-free webs. T. 13, nr 4. 2023, s. 1–41, seria: Analysis and Mathematical Physics. DOI: 10.1007/s13324-022-00762-x.
- Domitrz Wojciech, Zwierzyński Michał: The geometry of the Wigner caustic and a decomposition of a curve into parallel arcs. T. 12. 2022, s. 1–35, seria: Analysis and Mathematical Physics. DOI: 10.1007/s13324-021-00617-x.
- Craizer Marcos, Domitrz Wojciech, Rios Pedro de M.: Singular improper affine spheres from a given Lagrangian submanifold. T. 374. 2020, s. 1–33, seria: Advances in Mathematics. DOI: 10.1016/j.aim.2020.107326.